# ده کنیپه
دی کنیپ (به هلندی: De Knipe) یک منطقهٔ مسکونی در هلند است که در هیرن‌فین واقع شده‌است. دی کنیپ ۱٬۴۵۵ نفر جمعیت دارد.